# Giuseppe Nuvolone
Giuseppe Nuvolone (Milano, 1619 – 1703) è stato un pittore italiano del periodo barocco, attivo principalmente a Milano, Brescia e Cremona.

## Biografia

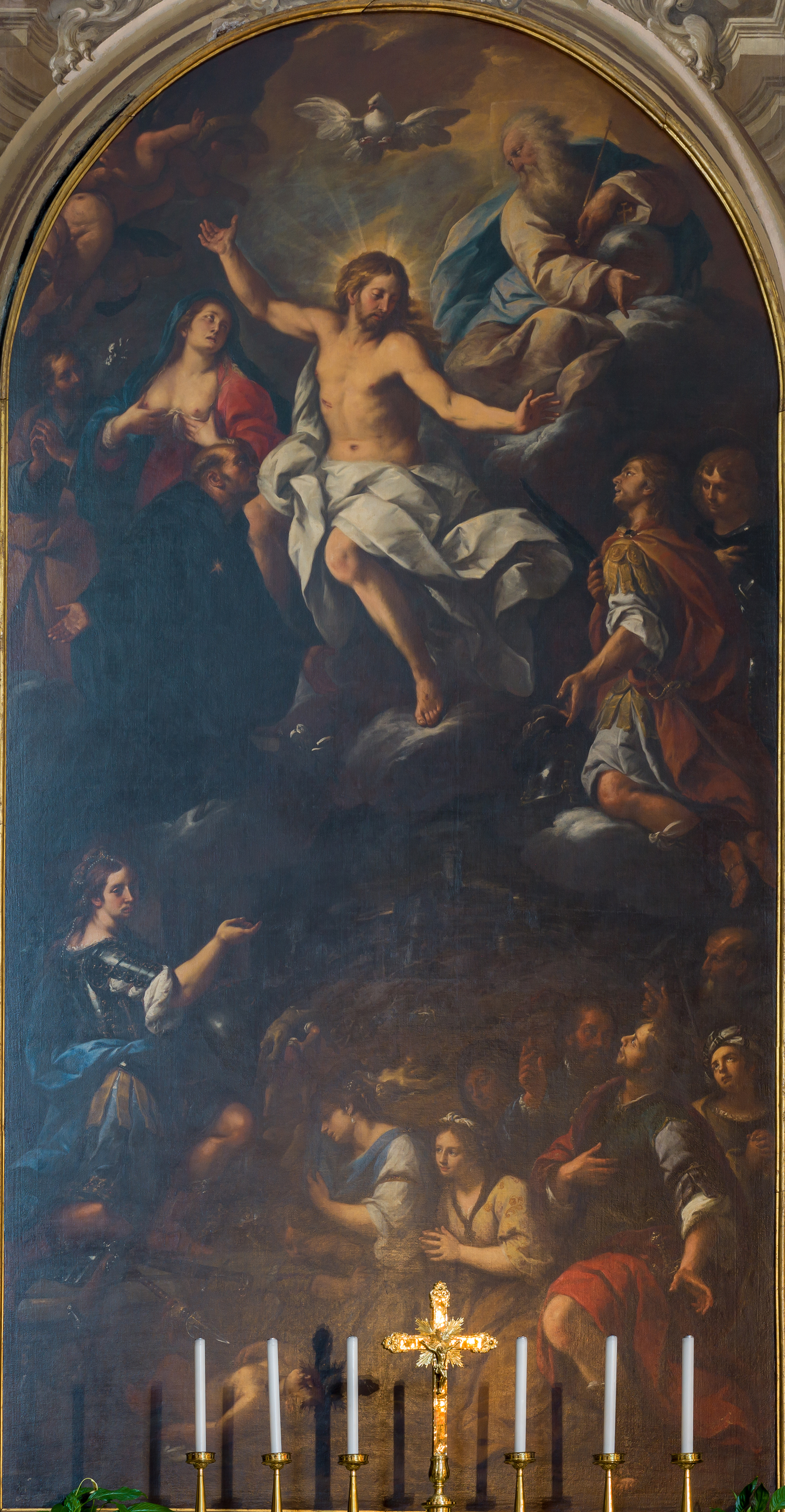
Santi che implorano la cessazione della peste a Brescia, Pala d'altare del 1679 nel Duomo nuovo di Brescia

Figlio del pittore Panfilo (Cremona, 1581 – Milano, 1651), si formò presso il fratello maggiore, Carlo Francesco Nuvolone (Milano, 1609 – Milano, 1662), come dimostrano le sue prime opere note nelle chiese di bregnano e Cornate d'Adda. Dipinse il San Domenico resuscita dalla morte per la Basilica di San Domenico di Cremona. Giuseppe ebbe i figli pittori Gerolamo e Carlo, la cui unica opera supersite sono gli affreschi, firmati, della chiesa di S. Martino a Savognin, in Engadina, e Antonio, ingegnere e architetto.

## Opere
- Sacra famiglia in S. Giorgio a Bregnano (1646)
- S. Francesco in estasi in S. Giorgio a Cornate d’Adda (1650)[3]
- decorazione della cappella di S. Antonio Abate nella Collegiata di San Lorenzo (Chiavenna), 1657
- Madonna parrocchiale di Groppello d’Adda (1657)
- Maddalena  Museo civico di Novara (1655-1658)
- Caino e Abele, Basilica di Santa Maria Maggiore (Bergamo), 1659[4].
- Madonna col Bambino, Milano, Musei Civici del Castello Sforzesco
- Flagellazione, Pinacoteca di Brera
- affreschi per il palazzo di Bartolomeo Arese, a Cesano Maderno[5].
- Madonna del Rosario e Ester e Assuero, Milano, Chiesa di Santa Maria della Passione, provenienti dalla locale chiesa dei Ss. Cosma e Damiano, 1671;
- Natività e imposizione del nome del Battista, Castelmarte, parrocchiale, proveniente dall’oratorio della chiesa milanese di S. Giovanni alla Case rotte, circa 1673)
- per la distrutta chiesa di S. Domenico a Cremona, a partire dal 1668: pala d’altare e affreschi del coro (perduti), S. Domenico che resuscita Napoleone Orsini, Beato Rolando da Cremona e Beato Moneta da Cremona, 1671 (oggi Cremona, Pinacoteca Ala Ponzone), pala d’altare della cappella di S. Rosa da Lima (1671, oggi Cremona, S. Sebastiano)
- tele per la cappella della Congrega della Carità apostolica a Brescia, 1675
- Assunzione della Vergine di Collio in Valtrompia (1677)
- I Santi che implorano la cessazione della peste a Brescia, Duomo Nuovo (Brescia), 1680
- S. Vigilio chiesa di Lodrino in Val Trompia (1684)
- Adorazione dei Magi e le Marie al sepolcro chiesa di S. Giovanni Evangelista a Brescia (1695)
- S. Antonio da Padova Duomo Nuovo (Brescia)

### In collaborazione con il fratello Carlo Francesco
- Storie bibliche, cappella del Salvatore del Santuario della Beata Vergine del Rosario (Vimercate), 1648-1652
- Affreschi della X cappella, Orta, Sacro Monte di Orta, 1654
- Affreschi della XVII cappella, Orta, Sacro Monte di Orta
- Affreschi dei fregi della 4 sala e nelle volte dell'appartamento del Palazzo dei Principi Ferrero-Fieschi, Masserano, ante quem 1661.